# Curetis dentata
Curetis dentata är en fjärilsart som beskrevs av Moore 1879. Curetis dentata ingår i släktet Curetis och familjen juvelvingar. Inga underarter finns listade i Catalogue of Life.